# Choriphyllum sagrai
Choriphyllum sagrai är en insektsart som beskrevs av Jean Guillaume Audinet Serville 1838. Choriphyllum sagrai ingår i släktet Choriphyllum och familjen torngräshoppor. Inga underarter finns listade i Catalogue of Life.